# ميمي نيلسون
ميمي نيلسون (بالسويدية: Mimi Nelson)‏ هي ممثلة سويدية، ولدت في 25 أكتوبر 1922 في السويد، وتوفيت في 3 يوليو 1999 بستوكهولم في السويد.

## وصلات خارجية
- ميمي نيلسون على موقع IMDb (الإنجليزية)
- ميمي نيلسون على موقع قاعدة بيانات الفيلم (الإنجليزية)